# دارن آرونوفسکی
دارن آرونوفسکی (به انگلیسی: Darren Aronofsky) (زاده ۱۲ فوریه ۱۹۶۹) کارگردان، تهیه‌کننده و فیلم‌نامه‌نویس آمریکایی است. او به ساخت فیلم‌های درام روان‌شناسانه که مضامین فراواقع‌گرا دارند، شهرت دارد.

## زندگی حرفه‌ای

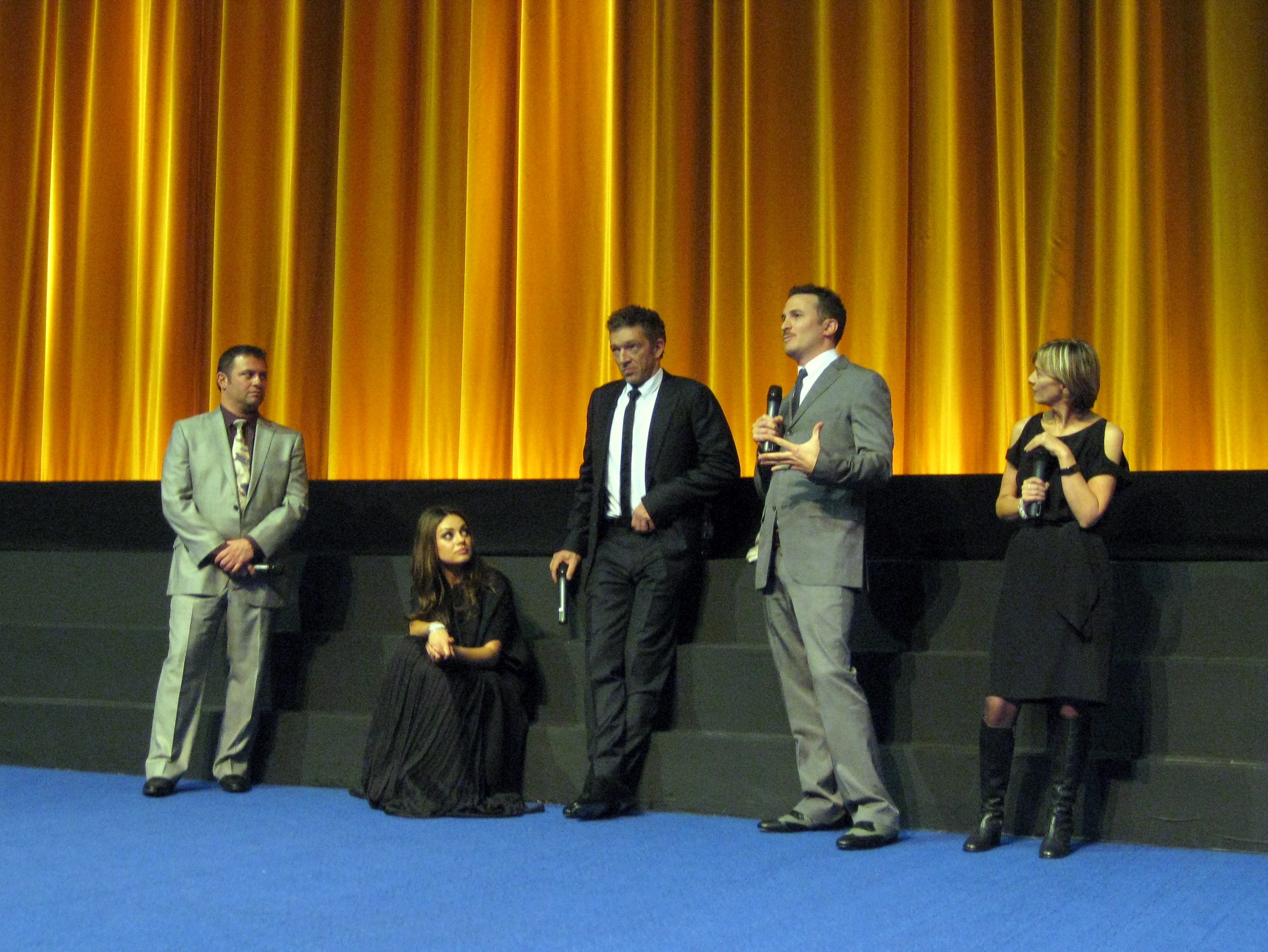
نشست فیلم قوی سیاه به کارگردانی دارن آرونوفسکی

دارن آرونوفسکی تحصیلات خود را در دانشگاه هاروارد و کنسرواتوار ای.اف.آی (وابسته به انستیتو فیلم آمریکا) با دو رشته فیلم‌سازی زنده و نظریه فیلم پویانمایی به اتمام رساند. همان‌جا بود که او با همکار طولانی مدتش، متیو لیباتیک آشنا شد. او جوایز متعددی بعد از عرضه فیلمِ پایان‌نامه‌اش به نام «جارو کردن سوپرمارکت»، با حضور شان گولت به دست آورد و همان فیلم زمینه حضور او در دور نهایی جشنواره ملی جوایز آکادمی دانش آموزان را فراهم کرد.
آرونوفسکی که در رشته فیلم‌سازی و انسان‌شناسی اجتماعی در دانشگاه هاروارد و بنیاد فیلم آمریکا تحصیل کرده‌است، در سال ۱۹۹۷ اولین فیلم بلند خود به نام پی را نویسندگی و کارگردانی کرد که این فیلم بازی شان گولت و بودجه کم ۶۰ هزار دلاری به مبلغ ۱ میلیون دلار به آرتیسان اینترتیمنت فروخته شد و ۳ میلیون دلار فروش گیشه داشت. در سال ۱۹۹۸ آرونوفسکی برای این فیلم برنده جایزه کارگردانی از جشنواره فیلم ساندنس و همچنین به عنوان بهترین فیلمنامه اول جایزه ایندیپندنت اسپیریت را برد.
او در سال ۲۰۰۰ فیلم بعدی خود، مرثیه‌ای بر یک رؤیا را ساخت که آن فیلمنامه آن را بر اساس رمانی اثر هابرت سلبی به همین نام نوشت. این درام روانشناسانه مورد تحسین منتقدان قرار گرفت و الن برستین برای ایفای نقش اصلی این فیلم نامزد جایزه اسکار بهترین بازیگر نقش اول زن شد. آرونوفسکی پس از نویسندگی یک فیلم ترسناک جنگ جهانی به نام در زیر، در سال ۲۰۰۶ سومین فیلمش چشمه را ساخت که یک فیلم علمی-تخیلی و فانتزی رمانتیک بود. این فیلم نقدهای متفاوتی را دریافت کرد و با وجود فروش کم در گیشه طرفداران فرقه‌ای پیدا کرد.
فیلم کشتی‌گیر او در ۲۰۰۸ با استقبال منتقدان و موفقیت در فروش گیشه روبرو شد و ستارگان این فیلم میکی رورک و ماریسا تورمی هر دو نامزد جوایز اسکار شدند. در سال ۲۰۱۰ درام روانشناسانه او قوی سیاه با استقبال منتقدان و تحسین گسترده مواجه شد و ناتالی پورتمن ستاره این فیلم برنده جایزه اسکار بهترین بازیگر نقش اصلی زن شد. آرونوفسکی برای ساخت این فیلم نامزد جایزه بهترین کارگردانی جوایز گلدن گلوب شد و نیز جایزه انجمن کارگردانان آمریکا را دریافت کرد. در سال ۲۰۱۴ فیلم نوح او با بیشترین فروش در میان فیلم‌هایش در باکس آفیس همراه شد. آخرین فیلم منتشرشده او نهنگ محصول سال ۲۰۲۲ است.

## زندگی شخصی
آرونوفسکی از والدینی یهودی در شهر نیویورک زاده شد و خواهرش یک رقاص باله بوده‌است. او در ابتدا به زیست‌شناسی علاقه داشت و برای مطالعه روی جانوران به کنیا، اروپا و خاورمیانه سفر کرده‌است.
او از سال ۲۰۰۱ با ریچل وایس، بازیگر بریتانیایی رابطه داشت و آن‌ها در ۲۰۰۶ صاحب پسری به نام «هِنری» شدند اما این زندگی مشترک او پس از جدایی در سال ۲۰۱۰ پایان یافت. آرونوفسکی در سال ۲۰۱۲ مدتی با یک طراح مد به نام برندی میلبراد آشنا شده بود اما در سال ۲۰۱۶ وارد رابطه‌ای عاشقانه با جنیفر لارنس بازیگر معروف آمریکایی شد.
دارن آرونوفسکی یک فعال و حامی حقوق جانوران است.

## فیلم‌شناسی

### فیلم کوتاه
| سال  | نام فیلم       | کارگردان | نویسنده | تهیه‌کننده | توضیحات                                   |
| ---- | -------------- | -------- | ------- | --------- | ----------------------------------------- |
| ۱۹۹۱ | جارو سوپرمارکت | آری      | آری     | نه        | فیلم پایان‌نامه ارشد                       |
| ۱۹۹۱ | کوکی فورچون    | آری      | نه      | آری       | برنامه کارشناسی ارشد هنرستان ای‌اف‌آی (AFI) |
| ۱۹۹۳ | پروتوزوآ       | آری      | آری     | نه        | برنامه کارشناسی ارشد هنرستان ای‌اف‌آی (AFI) |
| ۱۹۹۴ | هیچ‌وقت         | آری      | نه      | نه        | برنامه کارشناسی ارشد هنرستان ای‌اف‌آی (AFI) |

### فیلم بلند
| سال  | نام فیلم           | کارگردان | نویسنده | تهیه‌کننده |
| ---- | ------------------ | -------- | ------- | --------- |
| ۱۹۹۸ | پی                 | آری      | آری     | نه        |
| ۲۰۰۰ | مرثیه‌ای بر یک رؤیا | آری      | آری     | نه        |
| ۲۰۰۲ | در زیر             | نه       | آری     | آری       |
| ۲۰۰۶ | چشمه               | آری      | آری     | نه        |
| ۲۰۰۸ | کشتی‌گیر            | آری      | نه      | آری       |
| ۲۰۱۰ | قوی سیاه           | آری      | نه      | نه        |
| ۲۰۱۰ | مشت‌زن              | نه       | نه      | اجرایی    |
| ۲۰۱۴ | نوح                | آری      | آری     | آری       |
| ۲۰۱۵ | زیپ                | نه       | نه      | اجرایی    |
| ۲۰۱۶ | ژکی                | نه       | نه      | آری       |
| ۲۰۱۷ | مادر!              | آری      | آری     | نه        |
| ۲۰۱۷ | عواقب              | نه       | نه      | آری       |
| ۲۰۱۸ | ریک پسر سفیدپوست   | نه       | نه      | آری       |
| ۲۰۲۲ | نهنگ               | آری      | نه      | آری       |
| ۲۰۲۲ | پرستار خوب         | نه       | نه      | آری       |

### مستند
| سال  | نام          | سمت              | توضیحات                |
| ---- | ------------ | ---------------- | ---------------------- |
| ۲۰۱۸ | یک سنگ عجیب  | تهیه‌کننده اجرایی | مجموعه مستند تلویزیونی |
| ۲۰۲۰ | نوعی از بهشت | تهیه‌کننده        | فیلم مستند             |
| ۲۰۲۲ | قلمرو        | تهیه‌کننده        | فیلم مستند             |